# Couleuvre mince
Thamnophis sauritus
Espèce
Synonymes
- Coluber saurita Linnaeus, 1766
- Eutaenia sackenii Kennicott, 1859

Statut de conservation UICN

DD : Données insuffisantes
La Couleuvre mince, Thamnophis sauritus, est une espèce de serpents de la famille des Natricidae.

## Répartition
Cette espèce se rencontre :
- aux États-Unis dans le sud-est de l'Illinois, dans l'Indiana, dans le Sud-Est de la Louisiane, dans le Mississippi, dans l'Alabama, en Géorgie, en Floride, dans le Tennessee, en Caroline du Sud, en Caroline du Nord, en Virginie, en Virginie-Occidentale, dans le Kentucky, dans l'Ohio, en Pennsylvanie, dans le New Jersey, dans le Delaware, dans le Maryland, dans le Michigan, dans l'État de New York, dans le Connecticut, dans le Massachusetts, dans le Vermont, dans le New Hampshire et dans le sud du Maine ;
- aux Bahamas ;
- au Mexique dans l’État de Tamaulipas ;
- au Canada dans les provinces du Québec, de l'Ontario et de la Nouvelle-Écosse.

## Description

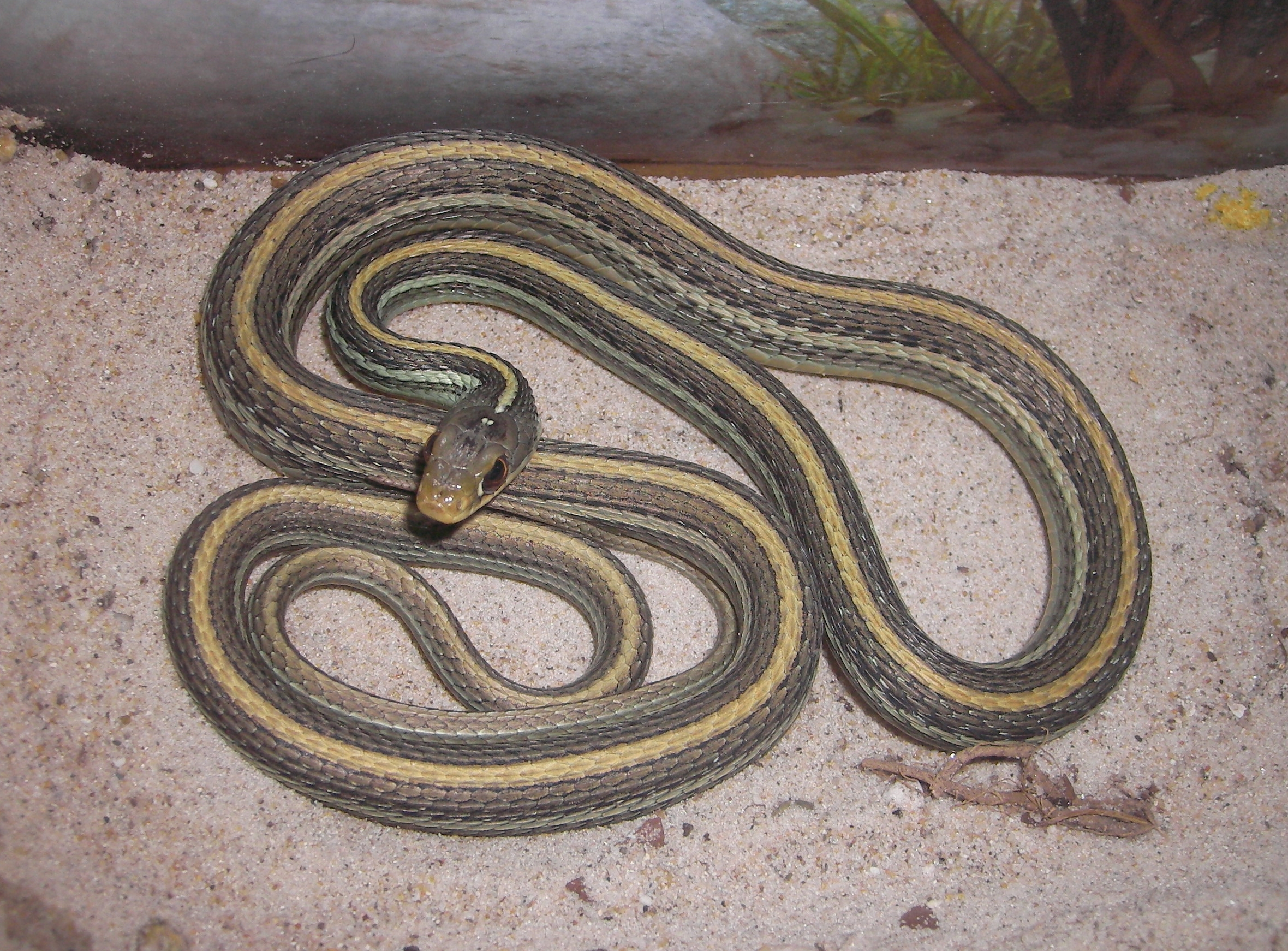

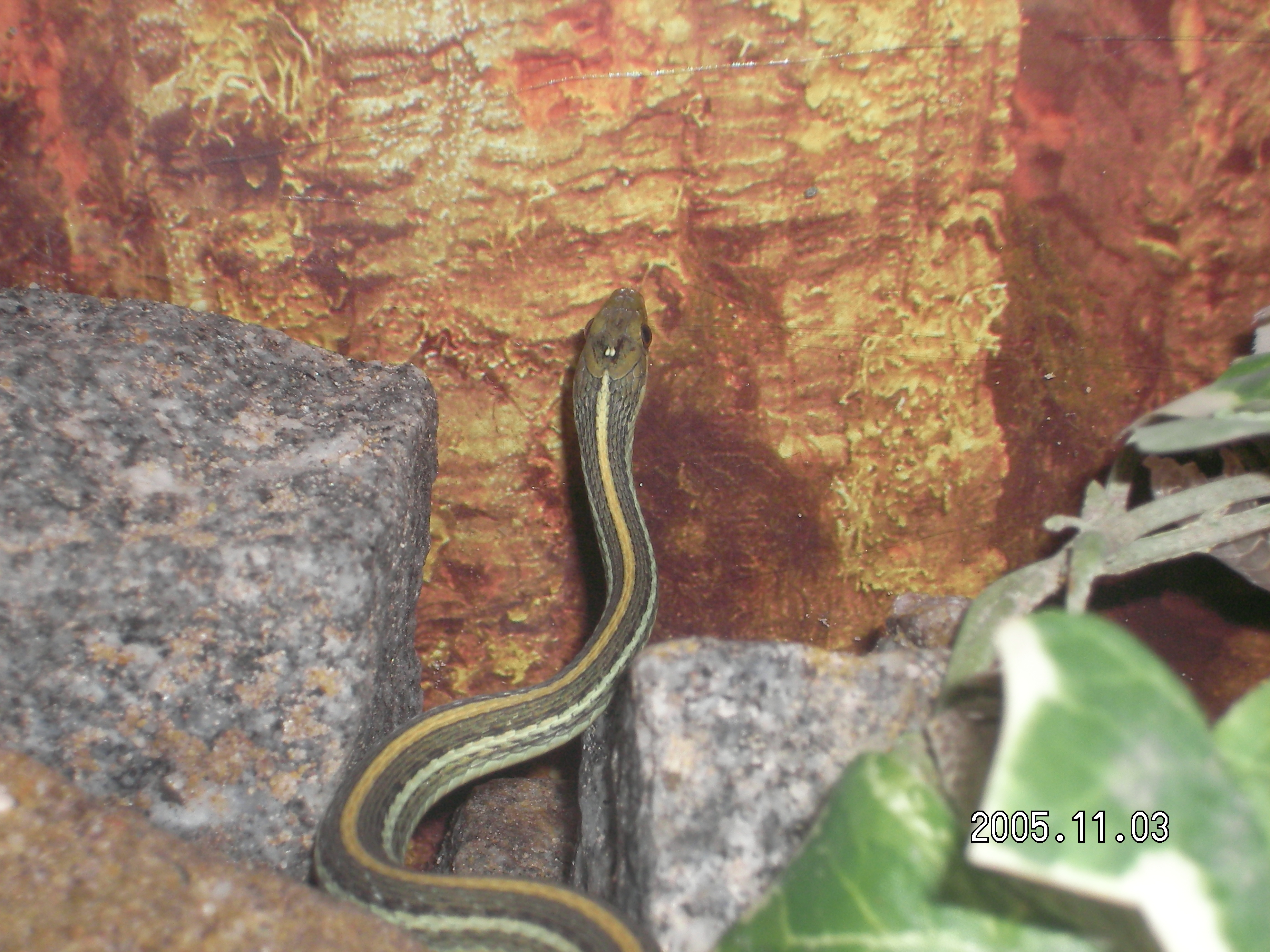

Sa couleur de fond est beige clair avec des dessins noirs et une ligne orange vif sur le milieu du dos et une autre bleutée ou verte de chaque côté des flancs. Sa longueur est d'environ 70 cm.
Elle se nourrit de grenouilles et de petits poissons.
La couleuvre mince est ovovivipare et donne naissance à une dizaine de petits.

## Liste des sous-espèces
Selon The Reptile Database (6 septembre 2013) :
- Thamnophis sauritus nitae Rossman, 1963
- Thamnophis sauritus sackenii (Kennicott, 1859)
- Thamnophis sauritus sauritus (Linnaeus, 1766)
- Thamnophis sauritus septentrionalis Rossman, 1963

## Publications originales
- Kennicott, 1859 : Notes on coluber calligaster of Say, and a description of a new species of Serpents in the collection of the north Western University of Evanston,Ill.. Proceedings of the Academy of Natural Sciences of Philadelphia, vol. 11, p. 98-100 (texte intégral).
- Linnaeus, 1766 : Systema naturæ per regna tria naturæ, secundum classes, ordines, genera, species, cum characteribus, differentiis, synonymis, locis. Tomus I. Editio duodecima, reformata. Laurentii Salvii, Stockholm, Holmiae, p. 1-532.
- Rossman, 1963 : The colubrid snake genus Thamnophis: A revision of the sauritus group. Bulletin of the Florida State Museum of Biological Science, vol. 7, no 3, p. 99-178 (texte intégral).